# Daniel Brunhart
Daniel Brunhart (* 18. Juni 1968) ist ein ehemaliger liechtensteinischer Judoka.

## Karriere
Brunhart trat bei den Olympischen Sommerspielen 1988 in Seoul an, wo er den 20. Rang im Superleichtgewicht belegte. Ein Jahr später konnte er eine Goldmedaille bei den Spielen der kleinen Staaten von Europa in Zypern(GSSE) gewinnen.